# یوری والینتسف
یوری ویتالیوویچ والینتسف (روسی: Юрий Витальевич Волынцев؛ ۲۸ آوریل ۱۹۳۲ – ۹ اوت ۱۹۹۹) یک هنرپیشه و صداپیشه اهل اتحاد جماهیر شوروی سوسیالیستی بود. وی بین سال‌های ۱۹۶۲ تا ۱۹۹۹ میلادی فعالیت می‌کرد.
از فیلم‌ها یا مجموعه‌های تلویزیونی که وی در آن‌ها نقش داشته‌است می‌توان به خرگوش و تفنگ اشاره نمود.
وی همچنین برندهٔ جوایزی همچون هنرمند مردمی جمهوری شوروی فدراتیو سوسیالیستی روسیه شده‌است.